# Carrera Jeans
Carrera Jeans è un'azienda italiana produttrice di abbigliamento.

## Storia
Fondata nel 1965 a Lugo di Grezzana, nei dintorni di Verona, dai fratelli Tito, Imerio e Domenico Tacchella, rilevando un laboratorio di bambole e convertendone la produzione prima in pantaloni per grossisti e nel 1968 in denim. Tito vuole per il nome dell'azienda qualcosa di scattante e allora sceglie Carrera Jeans ispirandosi alle velocissime Porsche 911 Carrera.
Nel 1968 apre a Verona la Jeanseria Carrera, il successo del denim è veloce e diventa il cavallo di battaglia dell'azienda, i fratelli Tacchella sviluppano la produzione dopo aver visto in un viaggio negli Stati Uniti come la Levi's avesse industrializzato l'attività, sono avviate campagne pubblicitarie con slogan tipo  Poveri ma belli, Blu basic, Il bello dell'Italia, in seguito lo sviluppo è favorito anche dalla sponsorizzazione di squadre ciclistiche con campioni come Roberto Visentini, Guido Bontempi, Stephen Roche, Claudio Chiappucci, Marco Pantani. Alla fine degli anni ottanta la produzione è di 15 milioni di jeans, realizzati in sette stabilimenti nel Veronese, due nel Bresciano, uno ad Ariano Polesine, uno a Rho, uno ad Urbino, uno aperto a Malta già dal 1979, due a Tangeri. Ha una tessitura a Torino che produce tessuti di cotone, sta pensando di aprire un altro stabilimento a Ismir, in Turchia, rileva anche per pochi mesi nel 1989 la Fiorucci in difficoltà finanziarie per rivenderla poi nel 1990 ai giapponesi di Edwin International per 45 miliardi di lire (41 milioni di dollari).
Negli anni 90 Carrera è costretta a gestire un forte processo di riorganizzazione aziendale dovuto all'aumento del costo della manodopera in Italia. Ha dovuto chiudere gli stabilimenti in Italia, ma ha creato una nuova base industriale in centro Asia, nella terra del cotone. Carrera oggi è una delle poche aziende/marchi a livello globale che è totalmente verticalizzata. Dalla coltivazione del cotone al negozio. Alla fine degli anni novanta, è il figlio di Tito, Gianluca Tacchella, laurea in economia ed esperienza nella grande distribuzione in Belgio, ad intervenire pesantemente: comincia a chiudere le sedi in Italia e a delocalizzare in Marocco, Egitto e Malta.
Nel 2001 la guida dell'azienda passa ufficialmente a Gianluca Tacchella che continua a riorganizzare le attività dell'azienda fino ad arrivare ad avere il controllo dell'intera filiera: in Italia rimangono tutti i lavori ad alto valore aggiunto, design, commercializzazione, logistica, amministrazione, negozi con oltre 150 dipendenti. La produzione dei jeans e dei pantaloni è effettuata in due fabbriche dell'Asia centrale, in Tagikistan, dove si raccoglie anche la materia prima, il cotone. Tremila i dipendenti.
Nel 2015 stipula un accordo in Corea e Sud Africa che porta la società ad entrare, dopo mezzo secolo di denim, nei nuovi tessuti hi-tech. Nel 2016 firma un accordo per vendere i suoi prodotti nei punti vendita di Pittarosso.

## Vicende famigliari
Il 30 gennaio 1990, la giovane Patrizia Tacchella, figlia di Imerio, fu rapita vicino a casa in pieno giorno, e poi liberata da un blitz del GIS il 17 aprile a Santa Margherita Ligure. L'atto fu attribuito a una banda di tre piccoli imprenditori piemontesi con precedenti in questo tipo di reati.

Uno dei suoi carcerieri, Valentino Biasi, dal '70 al '75 aveva lavorato come camionista per l'azienda del Garis, fino al giorno della liberazione del piccolo Pietro, mentre Bruno Cappelli, cugino della moglie, fondò nel '75 la Microprofil, l'impresa di profilati in acciaio